# Ілкка Віллі
Ілкка Віллі (фін. Ilkka Villi) — фінський актор і письменник, найбільш відомий своїми роботами у відеогрі Alan Wake, у кримінальному серіалі Bordertown, а також завдяки різноманітним ролям в театрі, на телебаченні та кіно.

## Біографія
У шкільні роки хлопчика, сім'я Ілкки жила в різних країнах, спочатку в США, потім у Великобританії та Австрії, разом з роботою його батька, який працював дослідником лісу. Віллі також був студентом за обміном у Чилі. Окрім своєї рідної фінської мови, Віллі чудово розмовляє англійською та іспанською завдяки рокам проживання за кордоном, як у Північній, так і в Південній Америці. Він також розуміє шведську та німецьку. Мати Віллі працювала викладачем мовної комунікації, а його брат — професор журналістики Мікко Віллі. «Віллі» не є оригінальним прізвищем братів, але вони прийняли його в дорослому віці на честь свого предка.
Ілкка Віллі вивчав журналістику в Коледжі Лааясало і кілька років працював на радіостанції Yle, поки не зацікавився акторською кар'єрою. Він вивчав театр і кіно в Університеті прикладних наук Гельсінкі та кілька років працював у міських театрах Котки та Савонлінни.
Віллі грає «половину» персонажа Алана Вейка у відеоіграх Alan Wake (2010) і Alan Wake 2 (2023) та мультивсесвіті Remedy Entertainment, до якого входять також Quantum Break (2016) та Control (2019). У цій ролі Віллі надає свою зовнішність для моделі персонажа і виконує захоплення руху та виразу обличчя, а Метью Порретта озвучує персонажа як під час ігрового процесу, так і у кат-сценах.
У 2011—2012 роках Віллі був обличчям фінського телекомунікаційного оператора Sonera
У 2014—2016 роках Віллі був ведучим розважального телешоу SuomiLove.
У 2016 році Віллі був обраний на роль одного з головних слідчих поліції в кримінальному драматичному серіалі Bordertown, який був підібраний потоковим сервісом Netflix.

## Вибрана фільмографія

### Фільми
| Рік  | Назва                       | Роль                      | Дж. |
| ---- | --------------------------- | ------------------------- | --- |
| 2004 | Pelicanman                  | Бізнесмен                 |     |
| 2005 | Promise                     | Лейтенант Вейкко Вуорі    |     |
| 2007 | Tali-Ihantala 1944          | Капрал Оллі Тапонен       |     |
| 2009 | The House of Branching Love | Марко                     |     |
| 2011 | Dirty Bomb                  | Роба                      |     |
| 2011 | Body of Water               | Колишній чоловік Юлії     |     |
| 2012 | Уявіум                      | Містер Вайт/Теодор Вітмен |     |

### Телесеріали
| Рік     | Назва            | Роль      | Примітки    | Дж.   |
| ------- | ---------------- | --------- | ----------- | ----- |
| 2002    | Kotikatu         | Пен       | 4 епізоди   |       |
| 2008–09 | Married to a Lie | Луттінен  | 4 епізоди   |       |
| 2010    | Bright Falls     | Алан Вейк | 3 епізоди   | [ 7 ] |
| 2013    | Nymphs           | Ерік Манн | 12 епізодів |       |
| 2014    | Lovemilla        | TV-Aimo   | 1 епізод    |       |
| 2016–19 | Bordertown       | Ніко      | 31 епізод   |       |

### Відеоігри
| Рік  | Назва                          | Роль                 | Примітки                                                                         | Дж.    |
| ---- | ------------------------------ | -------------------- | -------------------------------------------------------------------------------- | ------ |
| 2010 | Alan Wake                      | Алан Вейк            | 3D-модель персонажа і mo-cap руху і обличчя                                      | [ 8 ]  |
| 2012 | Alan Wake's American Nightmare | Алан Вейк            | 3D-модель персонажа і mo-cap руху і обличчя                                      | [ 8 ]  |
| 2016 | Quantum Break                  | Алан Вейк            | Live-action камео                                                                | [ 9 ]  |
| 2019 | Control                        | Алан Вейк            | 3D-модель персонажа і mo-cap руху і обличчя                                      | [ 10 ] |
| 2023 | Alan Wake 2                    | Алан Вейк/Томас Зейн | Алан Вейк — 3D-модель персонажа і mo-cap руху і обличчя Томас Зейн — Live-action | [ 11 ] |